# Cluedo (CD-i)
Pour les articles homonymes, voir Cluedo (homonymie).
Cluedo (aussi connu sous le nom de Cluedo sur CD-i) est un jeu d'enquête criminelle et de mystère sorti en 1994 sur CD-i et adapté du jeu de société éponyme. Il a été développé par 3T Productions et édité par Philips Interactive Media.

## Développement
Le jeu a été développé par la filiale de 3T Productions basée à Manchester en Angleterre. La société avait tout juste le temps de terminer le tournage des parties en vidéo de Cluedo en mai 1994. Joan Sims reprit le rôle de Mme Blanche après avoir joué dans l'émission spéciale de Noël 1990 du jeu télévisé britannique Cluedo. Les versions internationales du jeu ne disposent que de l'anglais comme texte d'affichage. De plus, 3T a fait équipe avec Granada (le producteur du jeu télévisé) afin d'adapter sa série anthropologique Disappearing World pour la même console.

## Synopsis et gameplay
Les règles sont identiques à la version en jeu de plateau, et six personnes au maximum peuvent y jouer. Dans les trois affaires "The Hooded Madonna", "Happy Ever After" et "Deadly Patent",  il est demandé aux joueurs de démasquer le meurtrier de M. Boddy. Dès qu'un joueur décide d'entrer dans une pièce du plateau, la scène change et donne lieu à une chambre virtuelle semblable au Arlington Hall, le même endroit où a été réalisé le jeu télévisé britannique Cluedo de 1990. Une loupe en rouge révèle un indice, tandis qu'une horloge sert à savoir s'il est possible d'accéder à une séquence vidéo. Chaque affaire comprend quatre résolutions finales, et ainsi le jeu dispose de 12 scénarios au total.

## Suite
Une suite intitulée Cluedo: The Mysteries Continue est sortie en 1995 et a été également filmée au Arlington Hall. Les trois affaires du jeu sont nommées "Road to Damascus", "Blackmail" et "Not In My Backyard". Aux États-Unis, son nom a été changé en Clue 2: The Mysteries Continue.

## Accueil critique
CD-i Magazine le qualifie de superbe adaptation, à la fois chic et élégante, écrivant que le jeu conserve les sensations de l'original avec son casting de première volée. Le magazine ajoute que les séquences live sont ce qui donnent réellement à Cluedo sur CDi une valeur ajoutée en lui attribuant une note de 90%,. CD Interactief pense que le jeu a prouvé que porter le jeu de plateau à l'écran pouvait être brillamment orchestré, et estime qu'il s'agit d'une "conversion réussie". CDi Reviews ajoute que le jeu possède une grande rejouabilité.
Cluedo: The Mysteries Continue a été classé or dans deux catégories au Festival International de la Créativité de Cannes (ICDIA).